# Hans Otto Löwenstein
Hans Otto Löwenstein (11 de octubre de 1881 - 8 de mayo de 1931) fue un director y guionista cinematográfico austriaco.

## Biografía
Nacido en Přívoz, Imperio Austrohúngaro, en la actual República Checa, Löwenstein se inició en 1913 como director, utilizando el concepto de J. H. Groß, consistente en la combinación de cine y actuaciones teatrales representados en el Parque Adria-Ausstellung del Prater. Así, rodó König Menelaus im Kino con los actores en el escenario delante de la pantalla e involucrando al público. La idea se asumió en otras ocasiones a lo largo de la historia del cine.
En 1914 Löwenstein se hizo cargo de la gestión de la oficina de asistencia social del ejército austrohúngaro durante la Primera Guerra Mundial.
En 1918 fundó, junto a Leo Fuchs, la compañía Astoria-Film, que en 1920 era una de las principales productoras de cine mudo de Austria, y la única de importancia dedicada al cine de animación en su país.
Löwenstein dirigió en 1925 el film Leibfiaker Bratfisch, sobre el suicidio de Rodolfo de Habsburgo en Mayerling. Otra película sobre los Habsburgo rodada por él fue Kaiser Karl.
Hans Otto Löwenstein inventó el Ottoton-System para poder rodar cine sonoro, dirigiendo en 1929 la primera película Sonora de la cinematografía austriaca: G’schichten aus der Steiermark.
Hans Otto Löwenstein falleció en Viena, Austria, en 1931.

## Filmografía
| - 1913: König Menelaus im Kino - 1916: Der Glücksschneider - 1917: Das Geheimnis des Waldes (junto a Joseph Delmont) - 1920: Der Herzog von Reichstadt - 1920: Königin Draga - 1921: Brennendes Land - 1921: Hotel Tartarus - 1921: Kaiser Karl - 1921: Der Roman der Komtesse Ruth - 1921: Die Schauspielerin des Kaisers - 1921: Der Schlüssel der Macht - 1921: Die Totenhand - 1922: Könige des Humors (junto a M. A. Heder y Walter Hanns Zeller) - 1922: Der Lumpensammler von Paris - 1922: Das Spiel ist aus - 1922: Der Unbekannte aus Russland - 1923: Der Himmel voller Geigen (junto a Julius Herzka) - 1923: Landru, der Blaubart von Paris - 1923: Menschen, Menschen san ma alle…! (junto a Julius Herzka) - 1923: Die Wienerstadt in Bild und Lied (junto a Julius Herzka) | - 1924: Moderne Ehen - 1924: Paragraph 144 (junto a Georg Jacoby) - 1925: Leibfiaker Bratfisch - 1925: Oberst Redl, con Robert Valberg en el papel protagonista - 1925: Zwei Vagabunden im Prater - 1926: Der Feldherrnhügel (junto a Erich Schönfelder) - 1927: Das Leben des Beethoven - 1927: Die Beichte des Feldkuraten - 1927: Madame macht einen Seitensprung - 1928: Dienstmann Nr. 13 - 1928: Gefährdete Mädchen - 1928: Glück bei Frauen - 1928: Im Hotel „Zur süßen Nachtigall“ - 1928: Kaiserjäger - 1928: Spitzenhöschen und Schusterpech - 1928: Der Traum eines österreichischen Reservisten - 1929: Franz Lehár - 1929: Der Monte Christo von Prag - 1929: Wem gehört meine Frau? - 1929: G’schichten aus der Steiermark - 1930: Stürmisch die Nacht (junto a Curt Blachnitzky) |